# Deutsche Leichtathletik-Meisterschaften 1932
Die 34. Deutschen Leichtathletik-Meisterschaften fanden am 2. und 3. Juli 1932 statt. Die Frauenwettbewerbe wurden in Berlin, die Wettbewerbe der Männer in Hannover veranstaltet.

## Wettbewerbsprogramm
Gegenüber dem Vorjahr gab es als Veränderung im Wettkampfprogramm nur den ersatzlosen Wegfall der 3 × 1000-m-Staffel.

## Ausgelagerte Disziplinen
Zwei Wettbewerbe wurden nicht in der Hauptveranstaltung, sondern zu anderen Terminen an anderen Orten ausgetragen:
- Waldlauf: Stuttgart, 24. April
- 50-km-Gehen: Berlin, 2. Oktober – einziger Gehwettbewerb im Meisterschaftsprogramm

## Rekorde/Bestleistung
Es wurden drei neue deutsche Rekorde (DR) und eine neue deutsche Bestleistung (DBL) aufgestellt.
- Deutsche Rekorde:
  - 10.000-Meter-Lauf: 31:21,2 min – Max Syring (KTV Wittenberg)
  - 400-Meter-Hürdenlauf: 54,4 s – Fritz Nottbrock (ASV Köln)
  - Hochsprung: 1,93 m – Werner Bornhöfft (ATV Limbach)
- Deutsche Bestleistung:
  - 50-km-Gehen 4:26:28,2 h – Karl Hähnel (Schwarz-Weiß Erfurt)

## Ergebnisübersichten
Die folgenden beiden Übersichten fassen die Medaillengewinner und -gewinnerinnen aller Wettbewerbe von 1932 zusammen.

### Medaillengewinner Männer
| Disziplin                                   | Gold                                                                          | Leistung             | Silber                                                                    | Leistung              | Bronze                                                       | Leistung              |
| ------------------------------------------- | ----------------------------------------------------------------------------- | -------------------- | ------------------------------------------------------------------------- | --------------------- | ------------------------------------------------------------ | --------------------- |
| 100 m                                       | Arthur Jonath (TuS Bochum 08)                                                 | 10,6 s00000          | Ernst Geerling (Eintracht Frankfurt)                                      | 10,8 s00              | Franz Heithoff (Büderich)                                    | 10,9 s00              |
| 200 m                                       | Arthur Jonath (TuS Bochum 08)                                                 | 21,2 s00000          | Erich Borchmeyer (TuS Bochum 08)                                          | 21,7 s00              | Friedrich Hendrix (Schwarz-Rot Aachen)                       | 22,1 s00              |
| 400 m                                       | Adolf Metzner (Eintracht Frankfurt)                                           | 47,8 s00000          | Joachim Büchner (VfB Leipzig)                                             | 48,6 s00              | Walter Nehb (TV Rastatt)                                     | 49,0 s00              |
| 800 m                                       | Otto Peltzer (Preußen Stettin)                                                | 1:54,4 min000        | Max Danz (Hessen-Preußen Kassel)                                          | 1:54,6 min            | Alwin Paul (VfB Stuttgart)                                   | 1:55,0 min            |
| 1500 m                                      | Hans Wichmann (SCC Berlin)                                                    | 4:01,8 min000        | Waldemar Hellpapp (SC Preußen Stettin)                                    | 4:02,0 min            | Erich Patzwahl (SC Victoria Hamburg)                         | 4:04,0 min            |
| 5000 m                                      | Max Syring (KTV Wittenberg)                                                   | 14:56,4 min000       | Friedrich Schaumburg (PSV Oberhausen)                                     | 15:06,4 min           | Rolf Holthuis (SV Union Weener)                              | 15:13,4 min           |
| 10.000 m                                    | Max Syring (KTV Wittenberg)                                                   | 31:21,2 min DR       | Otto Kohn (Polizei SV Berlin)                                             | 31;44,4 min           | Rolf Holthuis (SV Union Weener)                              | 31:46,6 min           |
| Marathon                                    | Heinrich Brauch (Polizei SV Berlin)                                           | 2:41:34,8 h00000     | Eduard Bräsecke (SV Bewag Berlin)                                         | 2:43:40,0 h00         | Franz Zeilhofer (ESV München)                                | 2:46:47,6 h00         |
| 110 m Hürden                                | Erwin Wegner (TSV Schöneberg Berlin)                                          | 14,8 s00000          | Willi Welscher (Eintracht Frankfurt)                                      | 14,8 s00              | Ferdinand Beschetznick (DSC Berlin)                          | 15,0 s00              |
| 400 m Hürden                                | Fritz Nottbrock (ASV Köln)                                                    | 54,4 s DR00          | Willi Kürten (Düsseldorfer SC 99)                                         | 55,0 s00              | Hans Scheele (PSV Altona)                                    | 55,6 s00              |
| 4 × 100 m Staffel                           | Eintracht FrankfurtEugen Eldracher Willi Welscher Max Mährlein Ernst Geerling | 42,0 s00000          | TuS Bochum 08Schumacher Lück Erich Borchmeyer Arthur Jonath               | 42,0 s00              | SCC BerlinHelmut Körnig Hermann Schlöske Buchholz Max Müller | 42,2 s00              |
| 4 × 400 m Staffel                           | Polizei SV BerlinNoster Kurt Abraham Otto-Karl Imhoff Emil Kraneis            | 3:20,0 min000        | Kölner BC 01Schmidt Matz Weber Eugen Dielefeld Hans Nöller                | 3:20,4 min            | Hamburger SVHenne Karl Plötz Egon Schein Herbert Benecke     | 3:20,6 min            |
| 4 × 1500 m Staffel                          | SCC BerlinWacker Karl Otto Horst Bansemer Hans Wichmann                       | 16:36,2 min000       | SC Victoria HamburgObrigkeit Hans Herich Herbert Wietstock Erich Patzwahl | 16:39,4 min           | Dresdner SCWilhelm Tarnogrocki Vetters Stahlke Hans Gaß      | 16:41,4 min           |
| 50-km-Gehen                                 | Karl Hähnel (Schwarz-Weiß Erfurt)                                             | 4:26:28,2 h DBL0     | Paul Sievert (Reichsbahn-SV Berlin)                                       | 4:40:00,6 h00         | William Schnitt (SCC Berlin)                                 | 4:43:38,4 h00         |
| 50-km-Gehen, Mannschaftswertung             | Berliner AKBliß Fritz Bleiweiß Schulze                                        | 18 P (Plätze 8/9/13) | SCC BerlinWilliam Schnitt Fietz Luhn                                      | 19 P (Plätze 3/10/21) | SV Osram BerlinRichter Herbert Dill Gräbke                   | 20 P (Plätze 7/11/17) |
| Hochsprung                                  | Werner Bornhöfft (ATV Limbach)                                                | 1,93 m DR            | Otto Betz (DSC Berlin)                                                    | 1,86 m                | Wilhelm Leichum (SV Greif Stettin)                           | 1,86 m                |
| Stabhochsprung                              | Julius Müller (TV Kuchen)                                                     | 4,05 m000            | Gustav Wegner (VfL Halle 1896)                                            | 3,98 m                | Siegfried Schulz (Berliner SC)                               | 3,88 m                |
| Weitsprung                                  | Erich Köchermann (SC Victoria Hamburg)                                        | 7,32 m000            | Erich Biebach (Polizei SV Halle)                                          | 7,19 m                | Kurt Molle (Kölner BC 01)                                    | 7,17 m                |
| Dreisprung                                  | Willi Drechsel (ATV Thalheim)                                                 | 13,96 m000           | Friedrich-Wilhelm Lehmann (SV Bückeburg)                                  | 13,62 m               | Konrad Engelhard (1. FC Nürnberg)                            | 13,23 m               |
| Kugelstoßen                                 | Emil Hirschfeld (LfL Wünsdorf)                                                | 15,86 m000           | Alfred Lingnau (TSV Schöneberg Berlin)                                    | 15,46 m               | Willi Berg (IG-SV Frankfurt)                                 | 15,24 m               |
| Steinstoßen                                 | Heinz Debus (ASV Köln)                                                        | 10,49 m000           | Alfred Lingnau (TSV Schöneberg Berlin)                                    | 10,10 m               | Eugen Jägle (TB Krenzingen)                                  | 9,82 m                |
| Diskuswurf                                  | Emil Hirschfeld (LfL Wünsdorf)                                                | 46,08 m000           | Arthur Kilo (VfL Wetzlar)                                                 | 45,56 m               | Hermann Hänchen (SCC Berlin)                                 | 44,43 m               |
| Hammerwurf                                  | Otto Grimm (MSV Wünsdorf)                                                     | 44,98 m000           | Josef Mang (SSV Jahn Regensburg)                                          | 44,31 m               | Albert Niemeyer (Dresdner SC)                                | 42,67 m               |
| Speerwurf                                   | Gottfried Weimann (SC Wacker Leipzig)                                         | 67,23 m000           | Erich Stoschek (ATV Ratibor)                                              | 63,47 m               | Bruno Mäser (SpVgg ASCO Königsberg)                          | 63,08 m               |
| Schleuderballwurf                           | Erich Reymann (MSV Wünsdorf)                                                  | 63,30 m000           | Oskar Brunken (ATV Jena)                                                  | 61,95 m               | Friedrich Wegener (Kieler TV)                                | 61,26 m               |
| Zehnkampf, 1912er W. 2. Zeile: 1985er Wert. | Wolrad Eberle (Berliner SC)                                                   | 7865,455 P (6540 P)  | Erwin Huber (LfL Wünsdorf)                                                | 7569,330 P (6380 P)   | Erich Stechemesser (Preußen Münster)                         | 7029,590 P (5853 P)   |
| Waldlauf – ca. 10.000 m                     | Otto Kohn (Polizei SV Berlin)                                                 | 37:01,4 min000       | Rolf Holthuis (SV Union Weener)                                           | 37:18,0 min           | Otto Petri (DSV Hannover 1878)                               | 38:03,8 min           |
| Waldlauf, Mannschaftswertung                | Polizei SV BerlinOtto Kohn Heinrich Mollitor Oskar Behnke                     | 11 P (Plätze 1/4/16) | SC Victoria HamburgHeinrich Lütgens Erich Patzwahl Wittstock              | 26 P (Plätze 6/9/23)  | VfB StuttgartEugen Bertsch Hermann Helber Hohner             | 28 P (Plätze 5/11/40) |

### Medaillengewinnerinnen Frauen
| Disziplin                                      | Gold                                                   | Leistung       | Silber                                                                                         | Leistung       | Bronze                                                            | Leistung    |
| ---------------------------------------------- | ------------------------------------------------------ | -------------- | ---------------------------------------------------------------------------------------------- | -------------- | ----------------------------------------------------------------- | ----------- |
| 100 m                                          | Marie Dollinger (1. FC Nürnberg)                       | 12,4 s00       | Käthe Krauß (Dresdner SC)                                                                      | 12,5 s00       | Margarethe Gericke (SCC Berlin)                                   | 12,6 s00    |
| 200 m                                          | Käthe Krauß (Dresdner SC)                              | 25,8 s00       | Marie Dollinger (1. FC Nürnberg)                                                               | 25,9 s00       | Ilse Dörffeldt (Karlshorster TV Berlin)                           | 26,1 s00    |
| 800 m                                          | Lieselotte Kimmel (Germania Magdeburg)                 | 2:21,2 min     | Ilse Dörffeldt (Karlshorster TV Berlin)                                                        | 2:21,2 min     | Ruth Selle (VfL Potsdamer Sportfreunde)                           | 2:25,8 min  |
| 80 m Hürden                                    | Leni Thymm (ATV Leipzig)                               | 12,5 s00       | Emmi Haux (Eintracht Frankfurt)                                                                | 12,5 s00       | Gerda Pirch (SCC Berlin)                                          | 12,6 s00    |
| 4 × 100 m Staffel                              | Dresdner SCSchmiedel Käthe Krauß Grande Marianne Stryk | 50,4 s00       | SC Brandenburg BerlinGlass Gundel Wittmann Ruth Engelhard geb. Becker Gerda Lähnemann geb.Laue | 50,4 s00       | SCC BerlinStertkamp Gerda Feldmann Gerda Pirch Margarethe Gericke | 50,6 s00    |
| Hochsprung                                     | Ilse Niederhoff (TV Velbert)                           | 1,53 m         | Helma Notte (TV Grafenberg Düsseldorf)                                                         | 1,53 m         | Inge Braumüller (DOSC Berlin)                                     | 1,47 m      |
| Weitsprung                                     | Selma Grieme (Sportfreunde Bremen)                     | 5,57 m         | Traute Göppner (LAVg. Danzig)                                                                  | 5,42 m         | Inge Braumüller (DOSC Berlin)                                     | 5,28 m      |
| Kugelstoßen                                    | Hermine Schröder geb. Wüst (TV 1883 Mundenheim)        | 12,73 m        | Grete Heublein (SuS Barmen)                                                                    | 12,63 m        | Gustel Herrmann (Kölner Turnerschaft von 1843)                    | 11,63 m     |
| Diskuswurf                                     | Grete Heublein (SuS Barmen)                            | 38,71 m        | Gisela Mauermayer (TV München-Neuhausen)                                                       | 38,46 m        | Tilly Fleischer (Eintracht Frankfurt)                             | 37,75 m     |
| Speerwurf                                      | Tilly Fleischer (Eintracht Frankfurt)                  | 44,07 m        | Elisabeth Schumann (Schwarz-Weiß Essen)                                                        | 40,05 m        | Lisa Gelius (TS Jahn München)                                     | 40,02 m     |
| Schlagballwurf                                 | Marie-Luise Richters (TV Wischhafen)                   | 71,00 m        | Elfriede Kirchhof (Einigkeit Jöllenbeck)                                                       | 69,63 m        | Lisa Gelius (TS Jahn München)                                     | 68,82 m     |
| Fünfkampf, offiz. Wert. 2. Zeile: 1980er Wert. | Ellen Braumüller (DOSC Berlin)                         | 344 P (2907 P) | Lisa Gelius (TS Jahn München)                                                                  | 335 P (2879 P) | Tilly Fleischer (Eintracht Frankfurt)                             | 334 P (? P) |